# Афанасьев, Фёдор Степанович
Фёдор Степанович Афанасьев (19 февраля 1903, с. Степное Анненково, Симбирская губерния, Российская империя — ?, СССР) — советский военачальник, гвардии полковник (1942).

## Биография
Родился 19 февраля 1903 года  в  селе Степное Анненково, ныне   в Цильнинском районе, Ульяновской области. Русский.

## Военная служба

### Гражданская война
14 августа 1919 года добровольно вступил в РККА и был назначен посыльным в Управлении военных сообщений Восточного фронта.  
С июля 1920 года  на учебе в партийной школе 5-й армии в городе Красноярск.  
В декабре 1920 года, после окончания школы, направлен в 6-й запасной полк на должность помощником политрука  в пригород  Иркутска.  
В феврале 1921 года переведен в 48-й запасной полк в город Иркутск, а в марте как несовершеннолетний демобилизован. 
С мая 1921 года служил в милиции водного транспорта. 

### Межвоенные годы
В августе 1921 года поступил в 12-ю Симбирскую Краснознамённую пехотную школу им. В. И. Ленина . 
В сентябре 1924 года, после окончания школы, назначен командиром взвода в 171-й Челябинский стрелковый полк 57-й стрелковой дивизии. Член ВКП(б) с 1924 года.. 
С сентября 1928 года по август 1929 года обучался на Московских военно-политических курсах, затем был назначен политруком в 6-й Хабаровский стрелковый полк в город Благовещенск. 
В сентябре 1929 года был направлен в 5-й Амурский стрелковый полк политруком роты одногодичников. В этой должности участвовал в боях на КВЖД. С февраля 1930 года в том же полку проходил службу: командиром роты одногодичников, помощником командира роты по политчасти, командиром роты, начальником штаба и врид командира батальона,  врид пом. начальника штаба полка, командиром учебной роты, начальником хозяйственного довольствия полка.
С ноября 1933 года служит в УРе (г. Николаевск-на-Амуре) на должностях: помощник командира 14-го отдельного учебного батальона,  начальник продовольственно-фуражного снабжения. 
С октября 1936 года служит в 21-й стрелковой дивизии в городе Спасске-Дальнем на должностях: начальник продовольственного снабжения 63-го стрелкового полка,  начальник продовольственного снабжения дивизии. 
С августа 1937 года направлен на учебу в Военную академию РККА им. М. В. Фрунзе. В октябре 1939 года окончил ее и был назначен начальником разведывательного отдела штаба 49-го стрелкового корпуса КОВО в г. Белая Церковь, с декабря временно исполнял должность начальника оперативного отдела и начальника штаба корпуса. 
11 июля 1940 года назначен начальником разведывательного отдела штаба 4-го механизированного корпуса в городе Львов. Затем переведен на ту же должность в 27-й стрелковый корпус. В сентябре назначен старшим помощником начальника 2-го отделения оперативного отдела штаба округа.

### Великая Отечественная война
С началом  войны 22 июня 1941 года майор  Афанасьев назначается старшим помощником начальника оперативного отдела штаба Юго-Западного фронта,  с  июля 1942 года  фронт был преобразован в Сталинградский, а с сентября 1942 года в Донской. В составе этих фронтов  Афанасьев принимал участие в Сталинградской битве.  
В декабре 1942 года подполковник Афанасьев назначен  начальником отделения дислокации войск оперативного отдела штаба Донского, а с  февраля 1943 года — Центрального фронтов. В ходе Курской битвы полковник Афанасьев назначен заместителем командира 132-й стрелковой дивизии. В составе 70-й армии участвовал с ней в Орловской наступательной операции. С 1 сентября дивизия была включена в 60-ю армию и принимала участие в Черниговско-Припятской наступательной операции, в форсировании р. Сейм и освобождении городов Конотоп и Бахмач. Продолжая наступление, ее части перерезали шоссейную дорогу Чернигов — Киев, форсировали р. Десна, а в ночь с 25 на 26 сентября — р. Днепр и захватили плацдарм на противоположном берегу. С 6 октября дивизия участвовала в Киевских наступательной и оборонительной операциях.   
24 марта 1944 года  Афанасьев переведен заместителем командира 37-й гвардейской стрелковой дивизии. В составе 65-й армии 1-го Белорусского фронта участвовал с ней в Белорусской, Бобруйской, Минской, Люблин-Брестской наступательных операциях. За образцовое выполнение заданий командования в боях при прорыве обороны противника, прикрывающей бобруйское направление, дивизия была награждена орденом Красного Знамени, а за овладение городом Барановичи — орденом Кутузова 2-й степени. Продолжая преследовать противника, она  форсировала реки Зап. Буг, Нарев и перешла к обороне плацдарма на западном берегу реки Нарев. С 19 ноября дивизия в составе армии была подчинена 2-му Белорусскому фронту и в январе — феврале 1945 года участвовала в Восточно-Прусской, Млавско-Эльбингской наступательных операциях.  
19 февраля 1945 года полковник  Афанасьев был допущен к командованию 413-й стрелковой Брестской Краснознаменной дивизией и участвовал с ней в Восточно-Померанской наступательной операции. После овладения городом Данциг, дивизия сосредоточилась на правом берегу реки Одер южнее Финкенвальде. В ходе Берлинской операции с 20 апреля ее части форсировали реку и вели бои по расширению захваченного плацдарма. Сломив сопротивление противника, дивизия к 25 апреля овладела Лагентин и к 3 мая вышла на побережье Балтийского моря восточнее города Росток. За образцовое выполнение заданий командования в боях при овладении городами Эггезин, Торгелов, Позевальск, Штрасбург, Темплин она была награждена орденом Суворова 2-й степени.  
За время войны комдив Афанасьев был десять раз персонально упомянут в благодарственных в приказах Верховного Главнокомандующего.

### Послевоенная карьера
С июля 1945 года полковник Афанасьев состоял в распоряжении Военного совета СГВ и ГУК НКО. 
11 октября 1945 года  назначен заместителем командира 235-й стрелковой дивизии в городе Мелитополь. При ее переформировании был утвержден в должности заместителя командира 7-й отдельной стрелковой бригады, с июня по сентябрь 1946 год временно командовал этой бригадой. 
В июне 1947 года назначается симферопольским горвоенкомом Крымской области. 
В феврале 1948 года переведен заместителем командира 17-й отдельной гвардейской стрелковой бригады МВО в город Рязань. 
В феврале 1949 года зачислен в распоряжение председателя ЦК Всесоюзного ДОСАРМ, затем назначен заместителем председателя Харьковского областного комитета ДОСАРМ по военной подготовке. 
С мая 1950 года был председателем Челябинского областного комитета ДОСАРМ. 
С октября 1951 года состоял в распоряжении командующего войсками УрВО.
5 марта 1952 года полковник Афанасьев уволен в запас.

## Награды
СССР
- орден Ленина (21.02.1945)[4]
- три ордена Красного Знамени (08.08.1944[5], 03.11.1944[4], 15.11.1950[4])
- орден Хмельницкого II степени (10.04.1945)[6]
- орден Кутузова II степени (29.05.1945)[7]
- орден Отечественной войны II степени (09.11.1943)[8]
- орден Красной Звезды (06.11.1942)[9]

медали в том числе:
- - «XX лет Рабоче-Крестьянской Красной Армии» (1938);
  - «За оборону Сталинграда» (1944)
  - «За победу над Германией в Великой Отечественной войне 1941—1945 гг.» (1945)
  - «За взятие Кёнигсберга» (1945)

Приказы (благодарности) Верховного Главнокомандующего в которых отмечен Ф. С. Афанасьев.
- За овладение городами Гнев (Меве) и Старогард (Прейсиш Старгард) — важными опорными пунктами обороны немцев на подступах к Данцигу. 7 марта 1945 года. № 294.
- За овладение городом и крепостью Гданьск (Данциг) — важнейшим портом и первоклассной военно-морской базой немцев на Балтийском море. 30 марта 1945 года. № 319.
- За форсирование восточного и западного Одера южнее Штеттина, прорыв сильно укрепленную оборону немцев на западном берегу Одера и овладение главным городом Померании и крупным морским портом Штеттин, а также занятие городов Гартц, Пенкун, Казеков, Шведт. 26 апреля 1945 года. № 344.
- За овладение городами Эггезин, Торгелов, Пазевальк, Штрасбург, Темплин — важными опорными пунктами обороны немцев в Западной Померании. 28 апреля 1945 года. № 350.
- За овладение городами и важными узлами дорог Анклам, Фридланд, Нойбранденбург, Лихен и вступление на территорию провинции Мекленбург. 29 апреля 1945 года. № 351.
- За овладение городами Грайфсвальд, Трептов, Нойштрелитц, Фюрстенберг, Гранзее — важными узлами дорог в северо-западной части Померании и в Мекленбурге. 30 апреля 1945 года. № 352.
- За овладение городами Штральзунд, Гриммен, Деммин, Мальхин, Варен, Везенберг — важными узлами дорог и сильными опорными пунктами обороны немцев. 1 мая 1945 года. № 354.
- За овладение городами Росток, Варнемюнде — крупными портами и важными военно-морскими базами немцев на Балтийском море, а также заняли города Рибнитц, Марлов, Лааге, Тетерев, Миров. 2 мая 1945 года. № 358.
- За овладение городами Барт, Бад-Доберан, Нойбуков, Варин, Виттенберге и за соединение на линии Висмар, Виттенберге с союзными нам английскими войсками. 3 мая 1945 года. № 360.
- За форсирование пролива Штральзундерфарвассер, полное овладение островом Рюген и городами Берген, Гарц, Путбус, Засснитц находящимися на нём. 6 мая 1945 года. № 363.